# Putignano
Putignano község (comune) Olaszország Puglia régiójában, Bari megyében.

## Fekvése
Baritól délkeletre fekszik, a Murgia-fennsíkon.

## Története
A régészeti leletek alapján a város elődje egy peucetius település volt, alapításának pontos ideje azonban nem ismert. Putignano első írásos említése a 11. század elejéről származik, amikor a pápának közvetlenül alárendelt birtok volt (ecclesia nullius dioecesis). 1358-tól a máltai lovagrend birtokolta, 1808-ig, amikor önálló községgé vált.

## Népessége
A lakosság számának alakulása:

## Főbb látnivalói
- Itália egyik legrégebbi karneválját rendezik meg a városban (1394 óta)